# Punjab-Feige
Die Punjab-Feige (Ficus palmata) ist eine Pflanzenart aus der Gattung Feigen (Ficus)  innerhalb der Familie Maulbeergewächse (Moraceae). Sie kommt vom Horn von Afrika über die Arabische Halbinsel, Irak und Iran bis zum indischen Subkontinent (Punjab-Region) und die Insel Sri Lanka vor.

## Beschreibung

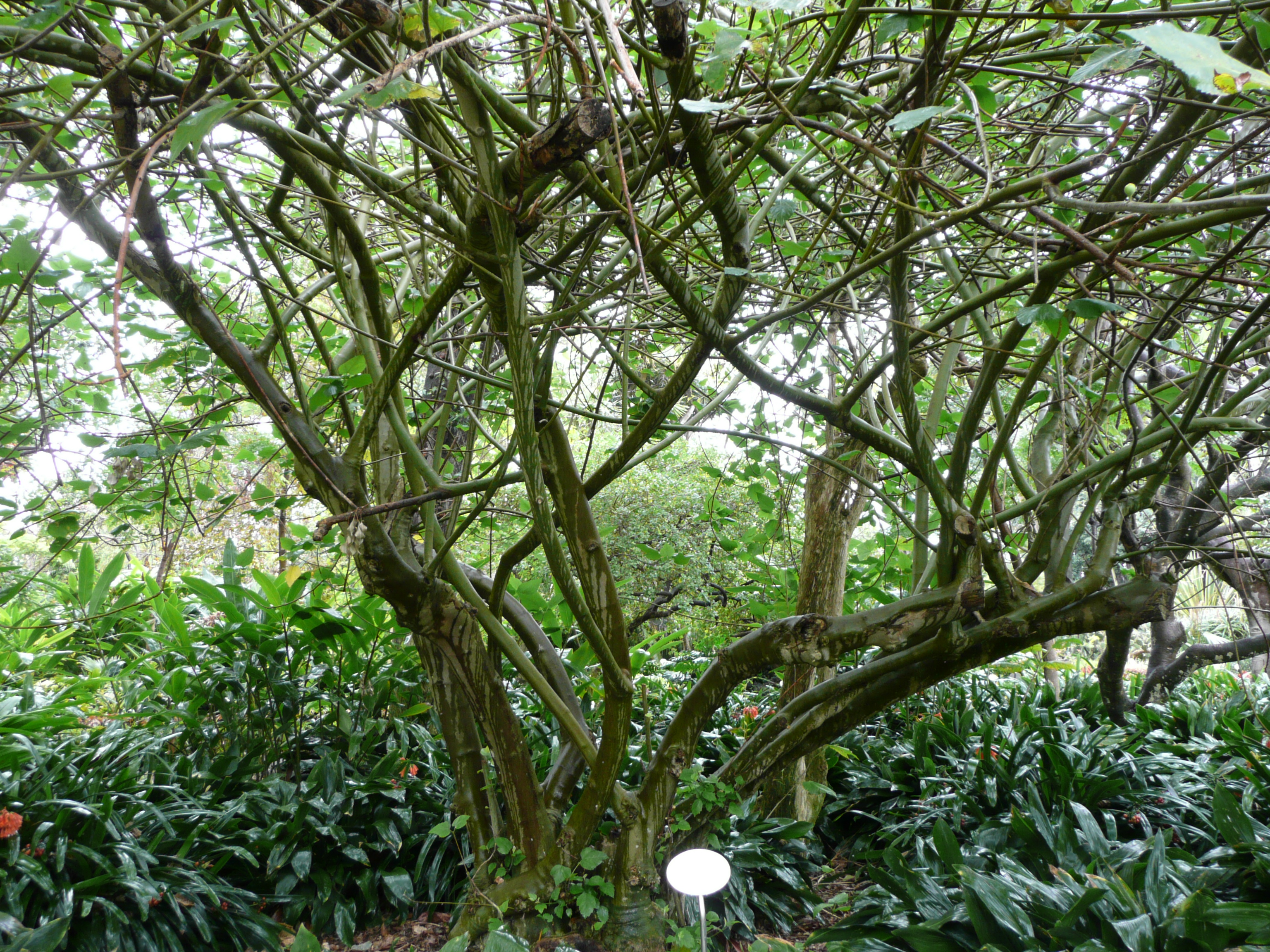
Habitus als Strauch

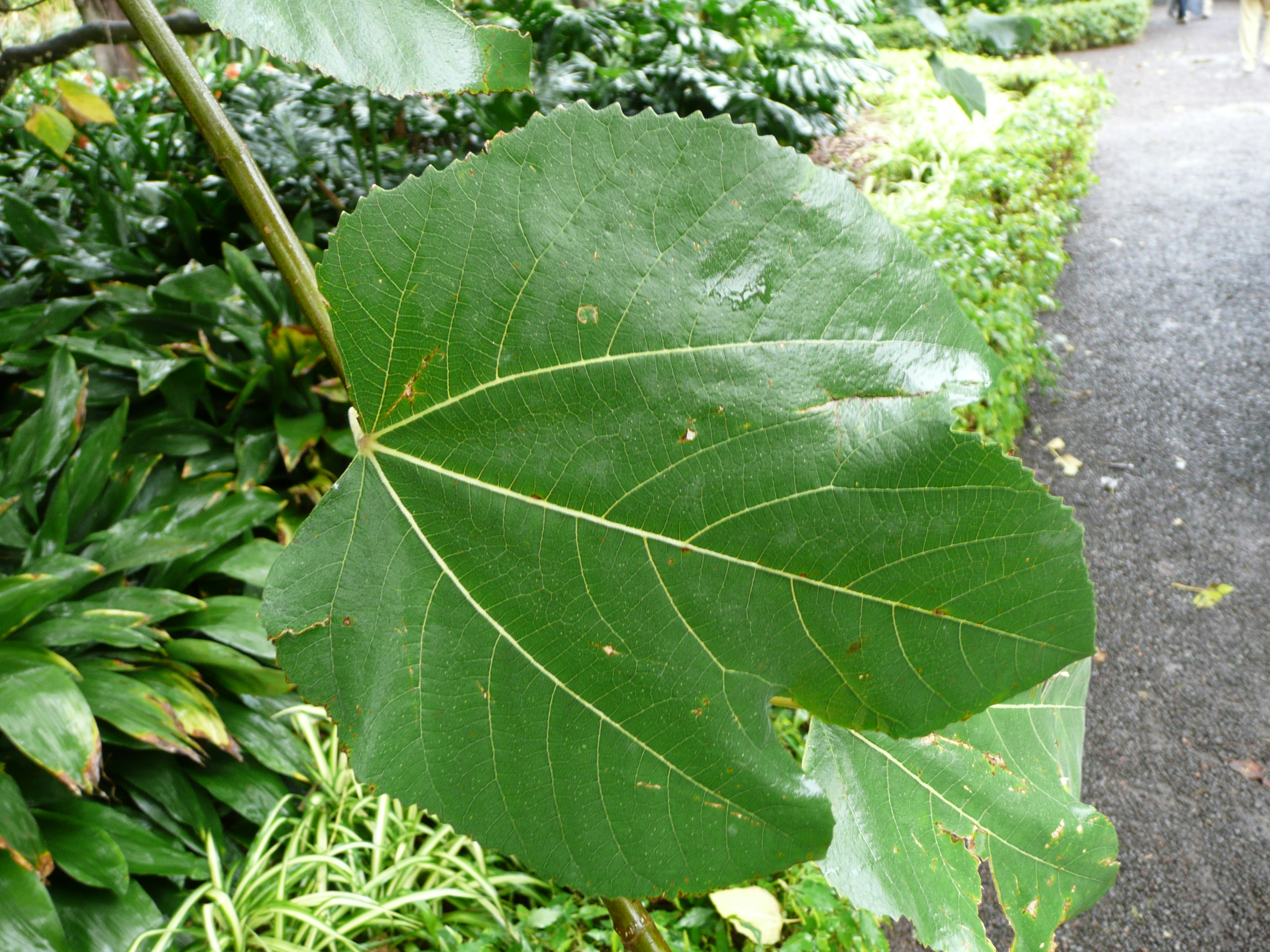
Seltener ist das Laubblatt wie hier leicht gelappt

### Vegetative Merkmale
Die Punjab-Feige wächst meist als laubabwerfender Baum und erreicht Wuchshöhen von bis zu maximal 8 bis 10 Metern.
Die wechselständig an den Zweigen angeordneten Laubblätter sind in Blattstiel und Blattspreite gegliedert. Die Blattspreite ist meist ungeteilten, nur selten schwach gelappt und bei einer Länge von 12 bis 14 Zentimetern sowie einer Breite von 15 bis 16 Zentimetern herzförmig oder länglich-herzförmig. Die Blattoberseite ist rau und die -unterseite leicht behaart, insbesondere an den Blattadern.

### Generative Merkmale
Die Früchte sind nur 3 Zentimeter groß, bei Vollreife fast schwarz und haben einen intensiven Geschmack.

## Ökologie
Die Punjab-Feige wird ebenso wie die Echte Feige von der Feigengallwespe (Blastophaga psenes) bestäubt.

## Nutzung
Die Früchte sind relativ klein, jedoch essbar und wohlschmeckend. Diese Feigenart lässt sich bei günstigem Kleinklima auch in Deutschland anbauen. Im Tal des Satledsch im indisch-pakistanischen Grenzgebiet wurde sie im 19. Jahrhundert bis in eine Höhenlage von 3000 Metern angebaut.

## Systematik
Die Erstveröffentlichung von Ficus palmata erfolgte 1775 durch Peter Forsskål in  Flora Aegyptiaco-Arabica., Seite 179.
Ficus palmata gehört zur Untersektion Ficus aus der Sektion Ficus in der Untergattung Ficus innerhalb der Gattung Ficus und damit nah mit der Echten Feige verwandt.